# بربری استاندارد الجزایر
بربری استاندارد الجزایر (انگلیسی: Standard Algerian Berber) یا تامازیت گونه ملی استاندارد شدهٔ زبان بربر است که در الجزایر گفتگو می‌شود. از زبان رسمی شدن، بربری در الجزایر در حال توسعه فعال بوده‌است.
استانداردسازی عمدتاً بر اساس آثار مولود مامری (Dictionnaire and Précis de grammaire berbère (kabyle), ISBN 9782906659001) است.
تا سال ۲۰۱۷، ۳۵۰۰۰۰ دانش آموز در ۳۸ ولایت از ۴۸ ولایت مشغول تحصیل بودند که ۴ درصد از کل دانش آموزان را تشکیل می‌دهند. ۹۰ درصد آن‌ها تامازیت را با استفاده از حروف لاتین به‌کار می‌برند. در سال ۲۰۱۸، دولت اعلام کرد که کلاس‌های اختیاری تمازیت در آینده در تمام مدارس دولتی ابتدایی و متوسطه ارائه خواهد شد.